# Wappen Burkina Fasos
Das Wappen Burkina Fasos ist seit August 1997 in Gebrauch und orientiert sich weitgehend am früheren Wappen Obervoltas. Es zeigt in der Mitte ein Schild im Stile der Nationalflagge.  Hinter diesem Schild kreuzen sich zwei Speere, deren oberen Enden von einer Schriftrolle mit der Beschriftung Burkina Faso, dem Landesnamen, umgeben sind. Die anderen Enden sind ihrerseits umgeben von einer Schriftrolle mit dem Wahlspruch Burkina Fasos: « Unité, Progrès, Justice » (frz., „Einheit, Fortschritt, Gerechtigkeit“). Rechts und links der Schriftrolle sind jeweils eine Hirseähre zu sehen. Über der Mitte des unteren Spruchbandes befindet sich ein Buch. Als Schildhalter fungieren zwei silberne Hengste.
Die silbernen Hengste symbolisieren die Ehrenwertigkeit des burkinischen Volkes, die Speere die Entschlossenheit, das Vaterland zu verteidigen und das offenen Buch das Streben nach Wissen. Für das Ziel der Selbstversorgung durch Nahrungsmittel stehen die Hirseähren, welche bereits vor 1997 im Wappen enthalten waren und auf einen Leitspruch von Thomas Sankara zurückgehen: „soyons burkinabè, consommons burkinabè“ (sinngemäße Übersetzung: „Bürger von Burkina Faso, lasst uns burkinische Produkte konsumieren“).

## Historische Wappen
Mit der Umbenennung von Obervolta zu Burkina Faso infolge der sankaristischen Revolution 1984 wurden auch neue Nationalsymbole geschaffen, namentlich eine neue Flagge und ein neues Wappen. Während die Flagge bis heute in Gebrauch ist, wurde das „revolutionäre“ Wappen mit der zweiten Verfassungsrevision der IV. Republik 1997 abgeschafft und durch das heute verwendete ersetzt.  Das Wappen aus der Revolutionszeit orientiert sich – aus naheliegenden Gründen – graphisch stark an der Tradition sozialistischer Republiken.
Das Wappen zeigt eine Kalaschnikow die mit einer Hacke über einem Buch gekreuzt ist, umrahmt von einem stilisierten Zahnrad und den Hirseähren, die im heutigen Wappen fortbestehen. Den oberen Abschluss bildet ein roter Stern. Die Symbolik lässt keinen Zweifel an der ideologischen Ausrichtung der Revolution von 1984. Es war eine sozialistische Revolution in einem Staat, der mit Dürren (namentlich Ende der 1970er Jahre in der Sahelzone) zu kämpfen hatte, und in dem Bauern sowie Soldaten die wichtigsten Pfeiler der Gesellschaft darstellen oder darstellen sollten. Den unteren Abschluss bildet eine Schriftrolle mit der Aufschrift: „La patrie ou la mort – nous vaincrons“ (französisch für: „Vaterland oder Tod – wir werden siegen“).